# Smallville
Smallville is een Amerikaanse televisieserie over de jeugdjaren van Clark Kent (de latere Superman). De serie liep van 16 oktober 2001 tot 13 mei 2011. De hoofdrollen in de serie worden vertolkt door Tom Welling, Allison Mack, Kristin Kreuk, Michael Rosenbaum, John Glover, Erica Durance, Annette O'Toole, John Schneider, Cassidy Freeman, Sam Jones III en Justin Hartley.
In de serie is te zien hoe de tiener Clark langzaam zijn superkrachten krijgt. Gedurende de eerste vier seizoenen richt de serie zich op Clarks middelbareschooltijd. Vanaf seizoen 5 heeft de serie een meer volwassen ondertoon en achtergrond.

## Verhaal
Clark Kent wordt geboren op de planeet Krypton als Kal-El, zoon van Jor-el en Lara. De bevolking lijkt uit te sterven en de planeet dreigt vernietigd te worden. Om zijn bevolking te redden stuurt Jor-el zijn zoontje in een ruimteschip naar de aarde. Hier doet Clark een lange tijd over en hij is inmiddels dan ook 6 jaar als de aarde in zicht komt. Hij arriveert met duizenden meteorieten, afkomstig van zijn thuisplaneet, die kort na zijn vertrek is geëxplodeerd. Met de meteorietinslag belandt hij op aarde, waar hij zijn eerste heldendaad al voltooit: een omgekiepte jeep ligt in een krater en hij ontdekt twee mensen erin waarna hij zonder enige moeite de auto optilt en zo beide inzittenden, Jonathan & Martha Kent, hun leven redt. Zij vinden nergens ouders en besluiten het jongetje mee naar huis te nemen en uit te zoeken wie hij is. Hier slagen ze niet in en als de sheriff achterdochtig vraagt wie dat jongetje is, verzint Martha dat hij hun adoptiezoon Clark is.
Jonathan neemt vervolgens contact op met Lionel Luthor, wiens zoontje Lex was getroffen door de inslag, maar dankzij Jonathan was gered. Lionel wil zijn dankbaarheid laten zien door een geheim adoptiebureau op te richten, zodat Clark officieel en legaal geadopteerd kan worden.
In de jaren daarna gaat hij naar school en wordt beste vrienden met Pete Ross en Chloe Sullivan, vrienden met wie hij uiteindelijk ook naar de middelbare school gaat. Waar alles begint.

### Seizoen 1
Seizoen één begint met de meteorietinslag. Vervolgens speelt alles zich af in het jaar 2000, waarin Clark 17 jaar is en goed bevriend is met Chloe Sullivan, hoofd van de schoolkrant "The Torch", en Pete Ross, zijn simpele buurjongen. Clark heeft al tijden een oogje op Lana Lang, die helaas al uitgaat met Whitney Fordman. Clark hoort van zijn ouders ook zijn achtergrond, en waarom hij dingen kan die anderen niet kunnen, waarbij het gaat om supersnelheid, superkracht en onoverwinnelijkheid. In dit seizoen ontwikkelt hij maar liefst twee nieuwe krachten. Hij krijgt röntgenogen, waarmee hij door alles, op lood na, heen kan kijken. Hij krijgt ook vuurogen, waarmee hij vuur uit zijn ogen kan schieten. Clark ontdekt ook dat de meteorieten (met het metaal kryptoniet) hem wél kunnen verwonden, ook al is hij er alleen bij in de buurt (door straling). Hij raakt bevriend met Whitney Fordman, en zo ook meer met Lana. Aan het eind van het seizoen kondigt Whitney aan dat hij Smallville verlaat. Hij vraagt Clark om op Lana te passen. Nadat Lana afscheid heeft genomen rijdt ze terug naar school, waar een feest bezig is. Ze komt er echter niet, want ze ziet al snel drie reusachtige tornado's op zich afkomen. Het seizoen eindigt met Clark, die Lana uit haar auto probeert te halen terwijl ze al in de tornado zit.
- In dit seizoen staat haast elke aflevering de "Meteorfreak of the Week" centraal; een persoon die onder invloed van de meteorieten is veranderd in een superschurk en door Clark gestopt moet worden.
- De openingstitels bestaan dit seizoen uit 8 personen. Clark, Lana, Lex, Whitney, Pete, Chloe, Martha en Jonathan.

### Seizoen 2
Het seizoen begint waar seizoen 1 eindigde. Clark weet Lana uit de auto te trekken en vervolgens haar en zichzelf in veiligheid te brengen. Hij ontdekt dat zijn vader spoorloos is verdwenen nadat hij een reporter achterna is gegaan, die Clarks krachten gefilmd en op tape had. Ook blijkt zijn ruimteschip uit de kelder te zijn verdwenen. Jonathan wordt op tijd gevonden en de reporter wordt doodgeschoten door Lex nadat de man Jonathan wilde vermoorden. Pete vindt enkele dagen later het ruimteschip, dat met de wind is gaan liggen en in het maïsveld is beland. Clark haalt het ruimteschip weg bij Pete en Pete vraagt zich af waarom. Clark ziet geen andere mogelijkheid dan zijn geheim te vertellen en uiteindelijk vat Pete het goed op. Lana hoort van haar tante dat ze naar Metropolis gaan verhuizen, maar zij eindigt uiteindelijk bij Chloe als huisgenote. Ze ontdekt ook dat haar vader niet haar vader is, maar dat ze de dochter is van Henry Small. Lex ontmoet dr. Helen Bryce, met wie hij zich al snel verlooft. Clark ontdekt grotten onder de grond, waarin vreemde tekens staan afgebeeld welke zijn achtergelaten door zijn ras (Kryptonezen) welke duizenden jaren eerder op aarde was. Nadat hij een gat in de grot ziet dat dezelfde vorm heeft als de sleutel van zijn ruimteschip, plaatst hij die erin. Plotseling kan Clark de tekens lezen en ontdekt hij meer over zijn afkomst. Wanneer hij met bepaalde dingen te ver gaat, waardoor zijn ouders een ongeluk krijgen en Martha een miskraam krijgt, wordt het Clark te veel. Hij stapt op zijn motor en vertrekt, hij laat zijn ouders onwetend achter en Lana, met wie hij op dat moment in een relatie zat, heeft veel verdriet.
- In dit seizoen wordt duidelijk dat andere kleuren meteorieten ook effect hebben op Clark. Waar de groene kryptoniet ervoor zorgt dat hij lichamelijk totaal verzwakt (tot de dood volgt), zorgt de rode ervoor dat hij roekeloos en ongeremd wordt.
- John Glover is toegevoegd aan de credits als Lionel Luthor, en staat voor Annette O'Toole en John Schneider.
- Originele Superman acteur Christopher Reeve vervult een gastrol in dit seizoen als Dr. Virgil Swann. Nadien zal hij nog één maal terugkeren in het derde seizoen. Dr. Swann is Reeve's laatste rol voor zijn overlijden.

### Seizoen 3
In dit seizoen staan meer mensen in contact met Jor-El (Terence Stamp), de biologische vader van Clark. Jonathan maakt een deal met hem om Clark terug te krijgen uit Metropolis, die daar nog steeds leeft onder de invloed van het rode kryptoniet. Lex spoelt ondertussen aan op een verlaten eiland, terwijl de rest van de wereld denkt dat hij is overleden na de vliegtuigcrash, die zijn vrouw Helen wel heeft overleefd. Lex keert uiteindelijk terug en scheidt van Helen, die er een dubbele identiteit op nahield. Clark keert terug uit Metropolis en probeert zijn relatie met Lana te herstellen, onsuccesvol. Zij heeft een zwaar ongeluk gehad en bij het revalideren ontmoet ze Adam, ook een revalidatiepatiënt. Ze gaan meer met elkaar om, maar Lana heeft het gevoel alsof hij iets verbergt over zijn verleden. Het blijkt uiteindelijk dat Adam al maanden geleden is overleden, maar in leven wordt gehouden met een speciaal medicijn. Clark ontdekt later dat dit medicijn zijn bloed bevat. Lex ontdekt dat Chloe in Lionels verleden zit te graven en biedt haar geld aan om nog meer illegale dingen te vinden. Clark ontwikkelt een nieuwe kracht, zijn supergehoor. Ook ontdekt hij meer over zijn afkomst door Dr. Virgril Swann (gespeeld door Christopher Reeve). Lana vertelt Clark dat ze naar Parijs zal vertrekken voor enkele maanden om een studie op te zetten en goed na te denken over haar en Clark. Clark is hier zo mee bezig dat hij zich te laat realiseert dat Chloe zich alle gevaar op de hals heeft gehaald, nadat ze verantwoordelijk was voor Lionels arrestatie.
- Hoewel "Meteorfreaks" nog steeds centraal staan, richt dit seizoen zich ook meer op persoonlijke problemen en wijst op toekomstige dingen, zoals de haat tussen Lex en Clark, en Lionel die achter Clarks geheim probeert te komen.

### Seizoen 4
Clark keert terug van het onbekende als Kal-El en heeft totaal geen geheugen meer van wie hij was. Hij ontmoet Lois Lane, die naar Smallville is gekomen nadat Chloe is overleden. Martha krijgt hulp van Bridget Crosby, die haar een nieuwe vorm van kryptoniet geeft, om zo de echte Clark weer terug te halen. Wanneer dit gebeurt, ontdekt Clark dat Chloe nog leeft en gaat samen met Lois op zoek naar de waarheid. Ze vinden uiteindelijk Chloe, en verdenken Lionel ervan de moordaanslag op Chloe te hebben gepleegd. Lana keert terug uit Parijs met haar nieuwe vriend Jason Teague, die een baan als football-coach krijgt op Smallville High. Clark krijgt van Jor-El de opdracht om drie belangrijke Kryptoneze Stenen te vinden, die een groot deel uit zullen maken van de grotten. Lex doet zijn best om zijn vriendschap met Clark nieuw leven in te blazen, maar kan zich niet inhouden als hij ontdekt dat Clark meer weet over de grotten. Clark ontmoet dit seizoen voor het eerst een andere "comic hero", namelijk Bart Allen. Clark ontdekt dat Bart sneller kan rennen dan hij en zijn krachten gebruikt om zakken te rollen. Bart helpt Clark de eerste Steen te vinden. Lana krijgt veel te verduren als ze 's nachts dromen heeft over het verleden, waarin zij in de 16e eeuw een heks was die op de brandstapel belandde door toedoen van ene Gertrude. Lana is geschokt als ze Jasons moeder Genevieve ontmoet, die sprekend op Gertrude lijkt. Clark wordt weer herenigd met Alicia, een Meteor Infected meisje en zij laat Chloe zien wat Clark kan doen. Een groot complot wordt duidelijk als blijkt dat Jason en Genevieve samenwerken, en dat Genevieve wel degelijk afstamt van Gertrude, net als Lana van de heks Isobel. Clark heeft inmiddels alle drie de stenen, en gaat de grotten in, gevolgd door Lex en Chloe. Terwijl er een tweede meteorietenstorm op komst is, door toedoen van Isobel die Genevieve vermoordt, belandt Clark op de Noordpool, waar zich voor het eerst de "Fortress of Solitude" ontwikkelt.
- Dit seizoen introduceert Erica Durance in de rol van Lois Lane, in dit seizoen wordt ze nog als "guest star" aangegeven, aangezien ze maar enkele afleveringen voorbijkomt.
- Pete Ross is sinds dit seizoen niet meer te zien en dus ook uit de credits gehaald.
- Jensen Ackles is aan de credits toegevoegd als Jason Teague, en heeft in de credits de plaats van Sam Jones III (Pete) overgenomen.

### Seizoen 5
Met de tweede meteorietenregen is opnieuw een ruimteschip meegekomen. Lana vindt het en Lex neemt het mee naar zijn lab, waar hij Lana belooft dat ze met hem aan het schip mag werken. Clark en Chloe zijn eerlijk tegen elkaar als Chloe bekent dat ze zijn geheim weet. Clark zit tijdelijk zonder krachten en wordt vervolgens vermoord. Jor-El laat Clark weer herrijzen, maar wijst hem er op dat iemand anders binnenkort zijn plek zal moeten innemen om de balans tussen leven en dood goed te houden. Clark begint voor het eerst op de Universiteit en krijgt les van Milton Fine. Milton blijkt later ook een Kryptonees te zijn en Clark is blij dat hij eindelijk een soortgenoot heeft gevonden. Een tweetal van andere "comic superhero's" duiken op. Lois wordt gered door AC Curry, ook wel "Aquaman". Later redt Clark Victor Stone van een experiment, maar heeft niet kunnen voorkomen dat Vincents halve lichaam nu uit robot bestaat. Clark vertelt Lana zijn geheim en de twee verloven zich, nadat Clark haar de Fortress heeft laten zien. Lex ontdekt dat Lana nu iets weet van Clark en racet haar achterna, waardoor Lana bij een auto-ongeluk komt en overlijdt. Clark laat Jor-El de tijd terug draaien, maar Jor-Els "belofte" komt uit. Jonathan sterft aan een hartaanval en wordt begraven. Clark laat zijn relatie met Lana los, die iets begint met Lex. Clark ontdekt dat Milton Fine helemaal geen Kryptonees is, maar slechts een experiment van een Kryptonees. Clark kan Milton Fine niet stoppen en terwijl hij Clark opsluit, neemt hij Lois en Martha mee en laat een virus los op de wereld, die hij alleen zal terug roepen als Clark "Genral Zod" vrij laat. Clark doet dit en Zod neemt bezit van Lex' lichaam.
- De credits hebben een totaal nieuwe stijl gekregen.
- Erica Durance is aan de credits toegevoegd als Lois Lane.
- Jensen Ackles is uit de credits verwijderd nadat zijn karakter in de eerste aflevering van seizoen 5 stierf.
- Dit seizoen richt zich meer op de toekomst van "Superman".
- Aan het einde van de laatste aflevering duikt Chloe's ex op, Jimmy Olsen.

### Seizoen 6
De aarde is een totale puinhoop door de acties van Brainiac en Zod, die nog altijd Lex' lichaam bezit. Jimmy Olsen verschijnt voor het eerst in Metropolis en krijgt een baan bij de Daily Planet, waar ook Chloe werkt. De twee pakken al snel hun relatie weer op. Metropolis wordt ondertussen vergezeld door Oliver Queen, en diens alter ego "Green Arrow". Lois krijgt een relatie met Oliver, terwijl Lana zich verlooft met Lex en zwanger wordt. Clark weet zich te bevrijden van de "Phantom Zone", maar kan niet voorkomen dat er enkele Phantoms met hem gaan. Clark wordt verrast door een terugkeer van niet alleen vriend Bart "Impulse" Allen, maar ook door AC "Aquaman" Curry en Vincent "Cyborg" Stone, die allemaal onderdeel uit blijken te maken van Olivers team, die van plan zijn om alle projecten van Lex te vernietigen. Oliver weet met zijn team een heel gebouw en project van Lex in Metropolis te vernietigen, en daarna trekt het team verder de wereld in om meer projecten af te blazen. Lana en Lex trouwen, dit tegen Lana's wil in, die door Lionel wordt gedwongen omdat hij anders Clark zal vermoorden. Wanneer Lana ontdekt dat ze nooit zwanger is geweest, maar dit verzonnen is door Lex, besluit ze haar spullen te pakken. Terwijl Clark en Chloe ontdekken dat Chloe ook Meteor Infected is, ontploft de auto van Lana en overlijdt ze. Lionel sluit zich aan bij de goeie kant, nadat bekend wordt dat zijn lichaam door Jor-El is uitgekozen. Clark ontdekt een nieuw project van Lex, dat zich bevindt in de dam van Metropolis. Hij confronteert Lex ermee, maar ondertussen breken ook Lois en Chloe naar binnen. Door dat Phantom Clark is gevolgd en bezit neemt van zijn DNA, ontploft de dam. Clark weet zichzelf te bevrijden, en Lex wordt gearresteerd voor de moord op Lana. Chloe ontdekt, met gevolgen voor zichzelf, eindelijk wat haar kracht door toedoen van de Meteors is.
- John Schneider is uit de credits gehaald als Jonathan Kent. Hierdoor is alles een plaatsje opgeschoven, en eindigt de credits met; " with John Glover... And Annette O'Toole"
- Striphelden Oliver Queen, Bart Allen, AC Curry, Victor Stone, Martian Manhunter en Jimmy Olsen maken dit seizoen allemaal (weer) hun opwachting. Dit is de eerste versie van wat de Justice League zal worden.
- Het breken van de dam blijkt gevolgen te hebben die een persoon in seizoen 7 naar Smallville zal brengen.

### Seizoen 7
Dit seizoen gaat meteen verder waar seizoen 6 stopte. Lex zit in de politieauto als de dam breekt en zijn auto het water in sleurt. Clark ontdekt dat de Phantom die zijn DNA heeft overgenomen, Bizarro, sterker is dan hij en geen van zijn zwaktes heeft. Lex wordt gered, en hij is vastbesloten te ontdekken wie hem heeft geholpen. Clark wordt op de hoogte gebracht van een blond meisje dat kleine jongetjes terroriseert. Wanneer Clark haar confronteert, zegt ze op zoek te zijn naar een klein jongetje genaamd Kal-El. Clark zegt dat hij Kal-El is, en het meisje blijkt Kara te zijn, de dochter van Zor-El, de broer van Jor-El. Kara was naar aarde gezonden in dezelfde meteorietenregen als Clark, maar haar schip kwam vast te zitten in de dam, en is daarom nu pas bevrijd. Lex reist af naar Shanghai, waar Lana levend en wel blijkt te zitten. Ze keert terug naar Smallville, waar zij en Clark hun relatie weer oppakken. Chloe en Jimmy gaan uit elkaar als Chloe niet kan vertellen dat ze Meteor Infected is, en Jimmy een oogje blijkt te hebben op Kara. Oliver Queen keert terug nadat Chloe is aangevallen door de "Black Canary". Hij vertrekt weer met deze dame, om haar lid van zijn team te maken. Lois krijgt een relatie met de nieuwe baas van de Daily Planet; Grant Gabriel. Grant blijkt echter, zonder dat hij het zelf weet, een kloon te zijn van Julian Luthor, Lex' broertje die gestorven is door zijn moeders toedoen. Clark ontdekt dat niet alles van Brainiac is vernietigd, waardoor Brainiac in staat is zichzelf te reconstrueren. Bizarro blijkt ook niet totaal te zijn vernietigd als hij Clark weet op te sluiten in de Fortress en nu zijn leven gaat leiden. Lana heeft een drastische verandering ondergaan na het faken van haar dood en een veel duistere kant komt bij haar naar boven zetten. Ook Pete Ross keert terug, die door kauwgom Meteor Infected blijkt te zijn. Chloe en Jimmy pakken hun relatie op nadat Chloe heeft bekend Meteor Infected te zijn. Brainiac valt zowel Kara als Lana aan, maar voor Lana heeft dit zware gevolgen als ze wordt opgenomen in een catatone toestand. Dit seizoen werd er ook afscheid genomen van de vaste acteur John Glover. Na 7 jaar de rol van Lionel Luthor te hebben gespeeld, werd hij in de aflevering "Descent" vermoord door Lex. Lex vindt uiteindelijk de weg naar het Fortress of Solitude, waar hij Clark tegen het lijf loopt, en zijn krachten ontdekt.
- De credits volgorde is totaal veranderd. De volgorde is nu; 'Clark, Lex, Lana, Chloe, Lois, Jimmy, Kara en Lionel'. Michael Rosenbaum is als Lex tweede in de credits omdat hij na dit seizoen de serie zal verlaten. Chloe heeft de vierde, in plaats van de vijfde plek gekregen omdat haar rol aanzienlijk groter wordt.

### Seizoen 8
Het is weken na de instorting van Fortress en Oliver is samen met Black Canary en Aquaman al tijden op zoek naar Clark. Ook is een team van LuthorCorp, onder leiding van Tess Mercer, op zoek naar Lex. Clark wordt uiteindelijk levend teruggevonden, van Lex ontbreekt elk spoor. Chloe beantwoordt Jimmy's aanzoek positief, en raakt ondertussen ook bevriend met een paramedicus, Davis Bloome. Davis blijkt echter zo zijn eigen geheimen te hebben als blijkt dat hij regelmatig last heeft van black-outs. Clark en Lois groeien dichter naar elkaar wanneer Lois een onverwachtse bekentenis doet, en Chloe en Jimmy maken zich klaar voor hun huwelijk. Oliver blijkt een verleden te delen met Tess, en er komt ook meer aan het licht over zijn eigen verleden, en wat hem deed beslissen om de Green Arrow te worden. Davis ontdekt zijn echte identiteit, namelijk die van Doomsday, een gewelddadig monster dat door niemand, zelfs niet Clark, kan worden gestopt. Doomsday verstoort Chloe en Jimmy's huwelijk en neemt Chloe mee naar een geheime plek, en verwondt Jimmy zo hevig dat hij met spoed naar het ziekenhuis moet. Clark krijgt bezoek van de "Legion", drie bovennatuurlijke mensen die door de toekomstige Clark naar zijn heden zijn gestuurd. Tess ontdekt dat Doomsday samen met Clark tegelijk naar aarde is gekomen, en dat slechts een van hen kan overleven. Jimmy vraagt een nietigverklaring voor zijn huwelijk met Chloe aan, die daarna in een wrak verandert. Davis omarmt zijn ware aard en is vast van plan om Clark te doden. Voordat dit kan gebeuren, rekende hij niet op het feit dat Jimmy, ondanks de scheiding, Chloe nog altijd zal beschermen, en Clark nog altijd een paar zekerheden heeft, namelijk Bart Allen/Impulse, die op verzoek van Oliver terugkeert naar Smallville.
- Grote veranderingen in de cast. Michael Rosenbaum, Kristin Kreuk, John Glover en Laura Vandervoort zijn niet meer te zien als Lex, Lana, Lionel en Kara respectievelijk. In plaats daarvan zijn Cassidy Freeman en Sam Witwer aan de cast toegevoegd als Tess en Davis, en is Justin Hartley's status geüpdatet van recurring naar regular, als Oliver Queen.
- De enige schurk die Superman ooit heeft kunnen vermoorden, Doomsday, maakt ook zijn opwachting.
- Vele favorieten keren in de laatste afleveringen terug om Clark in zijn gevecht bij te staan.
- Chloe maakt officieel deel uit van "Watchtower", een organisatie opgezet door Oliver.

### Seizoen 9
Op 24 februari 2009 werd door The CW bekendgemaakt dat Smallville een negende seizoen krijgt. Bij die aankondiging werd ook vermeld dat dit seizoen zich meer op Clarks werkelijke afkomst zou gaan richten, en op de mogelijkheid dat Clark echt een tweede identiteit zal moeten aannemen.
Het seizoen begint met Clark die door Metropolis raast als "De Blur" om mensen te redden. Chloe heeft moeite om verder te gaan na Jimmy's dood en stort zich volledig op Watchtower. Haar vriendschap met Clark koelt af, terwijl die met Oliver juist verstevigt. Lois keert terug na drie weken vermist te zijn en blijkt in de toekomst te zijn geweest. Ze herbeleeft momenten van de toekomst in haar dromen, waaronder heftige nachten met Clark. Tess heeft zich ondertussen bekommert over Zod en zijn groep Kryptonianen, die nog zonder krachten zitten. Ze wordt ondertussen ook geheim agent voor de organisatie Checkmate, waarvan de bedoelingen onduidelijk blijven. Clark komt in aanraking met zijn soortgenoten, maar Zod verraadt hem al snel wanneer Clark hem en de groep onbedoeld krachten geeft. Lois en Clark krijgen een relatie, maar Lois ontpopt zich ondertussen ook als contactpersoon voor De Blur, niet-wetend dat dit eigenlijk Clark is. Clark, Chloe en Oliver ontdekken dat er al generaties lang een geheime organisatie bestaat, de Justice Society of America, die sinds de oprichting het kwaad probeert te bestrijden. Oliver en Chloe krijgen een relatie met elkaar en Martha Kent keert terug om Het Boek van Rao aan Clark te geven, waarmee hij de Kryptonianen naar Kandor zal kunnen sturen, een andere planeet waar ook nog andere Kryptonianen zouden leven. Het enige nadeel is dat Clark ook Kryptoniaan is, en dus mee zou worden getransporteerd. Tess raakt hevig gewond in een gevecht met Zod en overlijdt in het ziekenhuis, terwijl een oud vrouwtje toekijkt. Oliver gaat op een geheime missie maar wordt al snel aangevallen door onbekende wezens. Hij vertelt Chloe dat hij van haar houdt en verdwijnt vervolgens van de radar. Clark activeert Het Boek en stuurt zijn soortgenoten naar Kandor. In het laatste moment steekt hij zichzelf neer met een mes van blauw kryptoniet, wat hem sterfelijk maakt, en ervoor zorgt dat hij niet mee gaat naar Kandor. Terwijl Zod verdwijnt, valt Clark van het dak.
De samenstelling van de cast blijft in principe hetzelfde. Sam Witwer is vervangen door Callum Blue als Zod, en Aaron Ashmore is uit de opening weggehaald nadat zijn personage kwam te overlijden in het voorgaande seizoen.
Belangrijke gastoptredens komen van Brian Austin Green, die in twee afleveringen de rol van Metallo speelt. Verder keert Annette O'Toole terug als Martha Kent, en met haar Michael McKean, O'Toole's man, als Perry White.

### Seizoen 10
Op 4 maart 2010 maakte The CW bekend dat seizoen 10 voor Smallville was besteld, en dat dit tevens het laatste seizoen zal zijn.
Terwijl Chloe wanhopig op zoek is naar Oliver, nadat hij compleet van de radar is verdwenen, valt Clark neer op de straten in Metropolis, compleet gestript van z'n krachten. Lois helpt hem, zonder dat hij het weet, z'n krachten terug te krijgen, en hij gaat verder als de Blur. Chloe offert haar leven op om Oliver vrij te krijgen, en ze verdwijnt vervolgens spoorloos van de aardbodem. Clark en Oliver krijgen te maken met een protestgroep uit de politiek, die de identiteiten van de helden uit Metropolis willen weten, en ze vervolgens achter slot en grendel zetten als ze niet voor hen werken. Oliver maakt z'n ware identiteit bekend, en ook Clark onthult zijn identiteit als de Blur naar Lois. Tess is tot leven gewekt, maar heeft geen idee hoe. Als ze op onderzoek uit gaat, ontdekt ze dat ze een Luthor is, en maakt het haar missie om de enige kloon van Lex, de kleine Alexander, goed op te voeden. Wanneer Clark per ongeluk een portaal opent naar een parallelle wereld, ontsnapt de Lionel Luthor van die wereld en maakt hij Clarks wereld z'n eigen. Clark vraagt Lois ten huwelijk, waar ze volmondig ja op zegt, en Chloe duikt na maanden van vermissing weer op wanneer de gehele Justice League gevangen wordt genomen, en redt hun levens. In de laatste aflevering wordt Clark Superman en verslaat Darkseid, de antagonist die achter alle gebeurtenissen van dit seizoen bleek te zitten.
De producers wisten al bij aankondiging dat dit het laatste seizoen zou worden, en hebben hard gewerkt om zo veel mogelijk mensen (terug) te krijgen naar de serie.
- John Glover keert terug als Lionel Luthor
- Lucas Grabeel keert terug als de tiener Lex, wie later onthult wordt als Connor Kent.
- Laura VanderVoort keert terug als Kara Kent/Supergirl
- Alaine Huffman keert terug als Dinah Lance/Black Canary
- Michael Shanks keert terug als Carter Hall/Hawkman
- Teri Hatcher speelt de rol van Ella Lane, Lois' moeder. Teri speelde de rol van Lois Lane zelf in Lois & Clark: The New Adventures of Superman
- Michael Ironside en Peyton List keren terug als General Sam en Lucy Lane
- Alan Ritchson keert terug als AC Curry/Aquaman
- Annette O'Toole keert terug als Martha Kent
- Michael Rosenbaum keert terug als Lex Luthor in de laatste twee afleveringen.

## Rolbezetting

### Acteurs
Tom Welling speelt sinds het begin van de serie de rol van Clark Kent, waar de serie om draait. Toms manager had hem in eerste instantie aangeraden om de rol niet aan te nemen; dit zou zijn carrière niet goed doen. Tom besloot toch het scenario te lezen en auditie te doen. Producers Gough en Miller waren tegen die tijd al maanden naar een geschikte acteur aan het zoeken, en na Toms auditie, die met Kristin Kreuk was, besloten ze de perfecte kandidaat te hebben gevonden. Tom was 23 ten tijde van het eerste seizoen, en moest elke dag weer flink onder de make up om zijn baardgroei te verbergen.
Allison Mack speelt sinds het begin de rol van de nieuwsgierige en ietwat neurotische reporter Chloe Sullivan, beste vriend van Clark. Chloe is het eerste karakter die geen deel uitmaakt van de originele Superman verhalen. Chloe was oorspronkelijk bedoeld als een minimaal karakter die enkele keren per seizoen aan bod zou komen. Nadat Allison voor de rol auditie deed, overigens pas ná afgewezen te zijn voor de rol van Lana, besloten de producers haar aan te nemen en Chloe een groter karakter te maken. Na het vertrek van Michael Rosenbaum resulteerde dit in een hoger salaris voor Allison, die anders dreigde de show te verlaten in seizoen 8. Allison verlaat de serie in de eerste aflevering van het tiende seizoen, ze zou daarna nog enkele keren terugkeren.
Erica Durance is in seizoen vier de cast als sarcastische en rechtdoorzee Lois Lane komen versterken, het nichtje van Chloe en toekomstig liefje van Clark. Erica was een van de eerste die auditie deed voor de rol en bleef in de gedachte van Gough en Millar. Toen er zich geen actrice aandeed die beter was dan Erica, haalden de producers haar terug en boden haar de rol aan. Lois was in seizoen 4 nog een terugkerend personage, maar werd in seizoen 5 toegevoegd aan de vaste cast.
Justin Hartley werd begin seizoen 6 al gecast als Oliver Queen, en diens alter ego The Green Arrow. Justin speelde in zeven afleveringen mee, waarna hij afscheid nam. Hij keerde in seizoen 7 één aflevering terug en verdween vervolgens weer. Justin bleek echter wel een fan favoriet te zijn, en hij stond nog altijd onder contract van Smallville's televisiestation The CW. Ghough en Millar besloten hierop Justin te laten terugkeren voor seizoen 8, dit keer als vaste acteur.
Cassidy Freeman  speelt de rol van Tess Mercer, ook een karakter dat geen deel uitmaakt van de Supermanverhalen, maar wel krachten bezit. Ze neemt LuthorCorp over van Lex als hij de gevangenis in moet. Cassidy was de laatste die gecast werd, en verloor nog bijna de rol aan en andere actrice, maar werd toch verkozen boven de anderen en kreeg de rol aangeboden. Opmerkelijk is dat Cassidy in deze serie opnieuw zal gaan samenwerken met Justin Hartley, die de rol van Oliver vertolkt. Eerder hadden ze al samengewerkt in Aquaman.

### Voormalige acteurs
Callum Blue speelde Major Zod in seizoen 9, een crimineel van Krypton die was verbannen naar de Phantom Zone gevangenis. Zijn personage komt het eerst voor in seizoen vijf, als Brainiac Lex Luthors lichaam overneemt om Zods geest in te laten leven, en als hij aan het einde van het achtste seizoen wordt vrijgelaten uit de Phantom Zone met een nieuw lichaam. De producers noemen deze versie van Zod "Major Zod", in plaats van het bekende "General Zod". Dit omdat deze versie uit het verleden komt, en nog geen generaal is. Hij zal (net als Lex) beginnen als een aardig personage, maar door het verraad van een van de andere personages, zal zijn slechte kant naar boven komen.
Sam Witwer werd voor seizoen 8 gecast als Davis Bloome, een zachtaardige ziekenhuishulp. Hij staat echter beter bekend als Doomsday, de enige schurk die ooit Superman wist te verslaan. Ook met Brian hebben de producers het plan om hem van een goede man tot een schurk te laten groeien, zoals ze bij Lex hadden gedaan. Sam was de eerste nieuwe acteur die voor een rol werd uitverkozen, waarbij slechts twee weken na zijn auditie hij al werd teruggebeld met de mededeling dat hij de rol had.
Kristin Kreuk speelde de rol van Lana Lang, het wat verlegen buurmeisje van Clark, op wie hij heimelijk al jaren verliefd is. Toen de destijds 17-jarige Kristin het scenario onder ogen kreeg, waarin ook een scène zat waarbij Lana bij het graf van haar ouders zit, was ze zo onder de indruk en besloot ze direct auditie te doen. Gough en Millar vonden het zo geweldig dat ze Kristins tape aan de rest lieten zien en daarna besloten de zoektocht naar Lana te stoppen. Kristin heeft niet bijgetekend voor alle afleveringen in seizoen 8, en zal dan ook aan het begin hiervan afscheid nemen.
Michael Rosenbaum werd gecast als Lex Luthor, het kwaadaardige brein in de Superman-verhalen. Omdat de producers besloten om Lex in de eerste seizoen nog een goede man te laten zijn, wilden ze een acteur vinden rond dezelfde leeftijd als Tom Welling. Na maandenlang zoeken, en toen de datum van de eerste scènes dichterbij kwam, deed Rosenbaum auditie. Hij kwam nog een tweede keer terug, en zette Lex dit keer neer als een humoristische, sluwe man. Gough en Millar waren het er direct over eens dat Rosenbaum "hun man" was. Ook Rosenbaum, die elke dag moest worden kaalgeschoren voor de rol, kreeg speciale make-up om de haargroei op zijn hoofd te verbergen, aangezien Lex compleet kaal is geworden na de meteorietenregen. Ook Rosenbaum zal in seizoen 8 niet meer terugkeren.
Aaron Ashmore speelde Jimmy Olsen, een fotograaf die in de Superman-verhalen beter bekendstaat als de beste vriend van Clark. Jimmy's naam was al eerder gevallen in seizoen 4, toen Chloe bekende naar bed te zijn geweest met "ene Jimmy". Het werd later bevestigd dat het ook daadwerkelijk om Jimmy Olsen ging. In seizoen 6 kwam Jimmy naar Metropolis en herenigde zich met Chloe. Aaron, die normaal gesproken altijd als "bad guy" wordt gecast, was blij nu eens een tegenovergestelde rol te hebben. Hij werd een vast acteur in seizoen 7. Ironisch genoeg had Aarons tweelingbroer Shawn een gastrol in Smallville in seizoen 1 en 2 als de sullige Eric Summers, die Clarks krachten overnam.
Laura Vandervoort werd in seizoen 7 gecast als Kara Kent, beter bekend als Supergirl, en de nicht van Clark. Kara reisde in dezelfde meteorietenregen als Clark mee naar aarde, maar haar schip belandde in een dam en werd pas 18 jaar later bevrijd. Gough omschreef Laura ten tijde van de audities als een energieke actrice die alle eigenschappen van Kara met zich meedroeg. Dit weerhield de serie er echter niet van om Laura te ontslaan, en ze zou dan ook niet meer als vaste, maar terugkerende actrice te zien zijn in seizoen 8.
John Schneider werd gecast als Jonathan Kent, de aardige, maar ietwat koppige vader van Clark. Gough en Millar wilden per se een bekender gezicht voor de rol van Jonathan, en Schneider, die al bekend was als Bo Duke uit The Dukes of Hazzard, was een van de eersten die auditie deed. Volgens Gough straalde het er bij Schneider vanaf dat Jonathan meer om anderen dan zichzelf gaf, iets waar hij om bekendstaat. Schneider verliet de serie in het vijfde seizoen, toen zijn karakter in de 100ste aflevering kwam te overlijden.
Annette O'Toole speelde de rol van Martha Kent, de liefdevolle en zorgzame moeder van Clark. Annette, die zelf de rol van Lana lang speelde in Superman III, was oorspronkelijk niet gecast als Martha, actrice Cynthia Ettinger was de rol aangebonden. Tijdens het filmen werd echter duidelijk dat zij niet de juiste persoon was, en Annette kreeg toen de rol aangeboden. Annette vertrok in de finale van seizoen 6 uit de serie, nadat haar karakter naar een andere staat vertrekt om Kansas als Senator te verdedigen.
John Glover maakte al vroeg seizoen 1 zijn opwachting als Lionel Luthor, de sluwe en manipulatieve vader van Lex, een tevens een niet bestaand karakter uit Superman. Hoewel hij eerst een gevoelloze man was, veranderde Lionel met de jaren en keerde zich steeds meer tegen Lex, en hielp Clark juist, na het ontdekken van diens geheim. Glover werd een vast acteur in seizoen 2, en bleef dat tot seizoen 7, waarbij Lionel door zijn eigen zoon vermoord werd.
Sam Jones III werd aan het begin van Smallville gecast als Pete Ross, een van Clarks beste vrienden. In tegenstelling tot de stripverhalen, waar Pete een blanke man was, werd Pete in de serie neergezet als een Afro-Amerikaanse jongen, tevens door een donkere acteur gespeeld. Sam Jones werd slechts vier dagen voor het begin van het filmen gecast. Hij verliet de serie in seizoen 3, maar keerde in seizoen 7 eenmalig terug.
Jensen Ackles speelde Jason Teague, de nieuwe vriend van Lana in seizoen 4, en tevens de nieuwe coach op Smallville High. Met de tijd leerde Lana hem genoeg te vertrouwen door haar geheim aan hem te vertellen, waarbij Jason haar zo veel mogelijk probeerde te helpen, maar in werkelijkheid samenwerkte met zijn moeder Genevieve, die veel van Lana's voorouders wist, en ervan overtuigd was dat Lana bezegeld was met krachten. Jason stierf in datzelfde seizoen tijdens de tweede meteorietenregen. Oorspronkelijk zou Jensen terugkeren voor een vijfde seizoen, maar moest het laten varen door zijn contract met een andere serie.
Eric Jonhsson werd in seizoen 1 gecast als Whitney Fordman, een football player en de vriend van Lana. Oorspronkelijk vijanden met Clark, later werden ze goeie vrienden. Eric had eerder auditie gedaan voor de rollen van Clark en Lex, maar werd voor beiden afgewezen. Toen hij voor een derde keer werd teruggeroepen, vroeg hij om een proefopname, iets wat goed uitpakte, en hij werd als Whitney gecast. Whitney vertrok eind seizoen 1 om bij het leger te gaan, iets wat in seizoen 2 hem zijn leven bleek te kosten.

## Achtergrond

### Ontwikkeling
Het idee voor Smallville ontstond uit een idee van Tollin/Robbins Productions om een serie te maken over de jonge Bruce Wayne die langzaam verandert in zijn alter-ego Batman. Rond de tijd dat dit idee werd gemaakt, had Warner Bros al plannen voor de film Batman Begins waarin eveneens Batman’s verleden werd uitgediept. Omdat men niet wilde concurreren met deze film, werd het idee verworpen.
In 2000 benaderden Tollin/Robbins Peter Roth, president van Warner Bros. Television, om in plaats van Batman een serie te maken over een jonge Superman. Datzelfde jaar ontwikkelden Alfred Gough en Miles Millar een pilotaflevering voor de serie gebaseerd op de film Eraser. Roth was onder de indruk van de pilot, en benaderde de twee om een tweede pilot te maken.
Al in een vroeg productiestadium besloten de producers afstand te willen doen van voorgaande Supermanseries door de jonge Superman nog niet zijn kenmerkende kostuum en het vermogen om te vliegen te geven. De bedoeling van Gough en Millar was om Superman gewoon terug te brengen naar zijn basis, en zijn motieven om een held te worden meer naar voren te brengen. Ze waren geen van beide bekend met de Supermanstrips, maar vonden dit zelf juist een goed teken. Om de serie een grotere diepgang te geven, besloten de producers om de meteorietenregen waarmee Clark aan het begin van de serie op aarde land tot de primaire drijfveer achter veel dingen in de serie en de superman-franchise te maken. Zo brengt deze meteorietenregen ook het kryptoniet op aarde wat verantwoordelijk is voor veel van de superschurken die Clark moet bevechten, en kost een meteorietinslag Lex Luthor zijn haar wat zijn eerste stap is op het criminele pad. Een rode draad in de serie is dat Clark zich bewust is van het feit dat zijn komst tevens de oorzaak is van veel ellende, en hiermee moet zien te leven.

### Connecties met de stripverhalen
De serie lijkt vooral elementen te vertonen uit de oudere Superboy-strips, die DC publiceerde voordat via Crisis on Infinite Earths de gebeurtenissen uit deze verhalen uit de officiële continuïteit van de strips werden gewist. Met name de meerdere soorten kryptoniet zijn alleen aanwezig in het Superboy universum. Het Superman universum kent slechts een soort kryptoniet. Daardoor is Superman ongevoelig voor alle soorten kryptoniet behalve groen kryptoniet, dat op hem dezelfde uitwerking heeft als op Superboy. Ook is het zo dat Superboy sneller (vliegt) dan Superman, wat blijkt uit een comic van Superman uit de 80'er jaren, waarin de twee samen in een comic verschijnen. Superboy sterft in een gevecht met Time Trapper (1987), wat uiteindelijk het einde van zijn serie inhoudt. Superman, daarentegen strijdt nog steeds. Het verhaal in Smallvile is eigenlijk meer een samensmelting van de beide universa.
De serie introduceert al vele bekende bijpersonages uit de Superman-franchise zoals Lex Luthor en Lois Lane. Dit is in tegenstrijd met de meeste Supermanstrips, waarin Clark deze personages pas ontmoet nadat hij als volwassene naar Metropolis is verhuisd. Tevens hebben veel andere personages van DC Comics gastrollen in de serie.

### Krypton
Krypton is de thuisplaneet van Clark. Hij werd daar geboren als Kal-El, zoon van Jor-El en Lara. Tijdens zijn geboorte lag Krypton al in puin en stond General Zod op het punt de hele planeet te vernietigen. Hierdoor besloten Jor-El en Lara hun zoontje in een ruimteschip naar aarde te sturen. Met hem zaten kristallen die hem de wijsheid over de aarde bijbracht. Kort na zijn vertrek explodeerde Krypton, waardoor Kal-El tijdens zijn reis vergezeld werd door duizenden meteorieten, afkomstig van de planeet. Volgens Dr. Virgil Swann, die de plaats van de planeet wist te ontdekken, lag Krypton ooit in een andere melkweg, wat de lange reis van Kal-El verklaart.
De meteorieten die afkomstig zijn van Krypton blijken een effect te hebben op zowel Clark als de mensen zelf. Tijdens de eerste meteorietenregen was Smallville niet voorbereid en werden tientallen inwoners geïnfecteerd. De krachten die vervolgens worden opgewekt door de meteorieten, staan meestal in verband met de daden die ze pleegden op het moment van de infectie. Een jongen die met gereedschap, staal en magneten werkte, kon hierdoor plotseling magnetische elektriciteit loslaten op mensen, waardoor hij hun zijn wil kon opleggen. Ook in de tweede meteorietenregen zijn inwoners opnieuw geïnfecteerd, ondanks het feit dat er nu wel waarschuwingen waren. Chloe Sullivan was hier een van, en ook haar kracht komt voort uit haar actie tijdens de meteorietenregen. Toen een meteoriet insloeg, stond ze kort daarna op het punt voor overlijden. Haar kracht is ontwikkeld tot het genezen van mensen door haar eigen kracht uit zich te trekken.
Inmiddels zijn zes soorten kryptoniet voorbij gekomen, met allemaal een ander effect. Het groene kryptoniet is het meest bekende. Deze zorgt ervoor dat iedereen geïnfecteerd werd, en heeft ook een slechte invloed op Clark. Rond deze soort wordt hij fysiek enorm verzwakt, wat zelfs tot de dood kan leiden. Een tweede soort is het rode kryptoniet. Deze verzwakt Clark emotioneel, waardoor hij alle remmingen kwijt raakt en roekeloos wordt. De derde soort is het zwarte kryptoniet, wat pas voorkwam in seizoen 4. Deze verzwakt een kwaadaardige kant van Clark. Hierdoor kon Martha het duistere alter ego uit Clark verjagen, die daarvoor bezit van hem had genomen. Het vierde soort kwam in seizoen 7 voor. Het blauwe kryptoniet, die Clark mentaal verzwakt. Het onderdrukt zijn krachten, waardoor hij alleen als een gewoon mens kan vechten. Dit kryptoniet zorgde er bij Bizarro echter voor dat zijn krachten juist sterker werden, omdat Bizarro het tegenbeeld van Clark is. Zijn krachten werden zo groot dat zijn lichaam het niet meer aankon en Bizarro werd verslagen. De vijfde soort, zilver kryptoniet kwam in seizoen 5 voor, waar Lana een zilveren steen van Lex toegestuurd kreeg voor haar studies. Toen Clark de steen aanraakte, kreeg hij een splinter in zijn vinger, waardoor Clark paranoïde werd, hij wilde bijna zijn ouders en Lana vermoorden, maar Milton Fine zorgde er net op tijd voor dat Clark niet te ver ging en haalde de splinter eruit, waardoor hij weer normaal werd. De laatste soort, gouden kryptoniet komt op het einde van seizoen 10 voor, gevonden door een gemarkte Oliver Queen. In de vorm van een trouwring waardoor Clark z'n krachten voor altijd kwijt zou raken na een keer aangeraakt te hebben.

### Opnames
De serie wordt voornamelijk opgenomen in BB Studios in Burnaby, British Columbia. Aanvankelijk zouden de buitenopnames gaan plaatsvinden in Australië, maar Vancouver was volgens de producers geschikter om de indruk te wekken dat de serie zich op het Amerikaanse platteland afspeelde. Vancouver doet in de serie zelf dienst als Metropolis.
De hoofdstraat van Smallville is een combinatie van twee locaties: Merritt en Cloverdale. Vancouver Technical School doet in de serie dienst als buitenlocatie voor de middelbare school van Clark, en Templeton Secondary School voor de binnenopnames.

## Afleveringen
Zie: Lijst van afleveringen van Smallville

## Ontvangst
Smallville was al vanaf de eerste aflevering een groot succes, met 8,4 miljoen mensen die de pilotaflevering bekeken. Gedurende het eerste seizoen kreeg de serie echter kritiek dat er nauwelijks een doorlopend verhaal in de serie zat en elke aflevering gewoon draaide om Clarks gevecht met een andere superschurk. Vanaf seizoen twee kreeg de serie daarom meer langere verhaallijnen die telkens een paar afleveringen besloegen.
Smallville heeft veel prijzen gewonnen, waaronder Emmy Awards en Teen Choice Awards.